# 托特里奇及惠特斯通站
托特里奇及惠特斯通站（英語：Totteridge & Whetstone tube station）是倫敦地鐵北線高巴尼特支線的中途站，位於北倫敦巴尼特區惠特斯通。本站位於托特里奇巷的北側、多利斯溪東側。由於多利斯溪傳統上是托特里奇及惠特斯通的邊界，因此本站位於溪東岸的惠特斯通。本站屬倫敦軌道運輸第4收費區，開通於1872年4月1日。

## 歷史
1862年6月3日，埃奇韋爾、高門及倫敦鐵路公司通過一道私人國會法令正式成立。該公司隨後開始於芬斯伯里公園站至埃奇韋爾間興建鐵路。該公司於1864及1866年先後獲准為鐵路興建高門至馬斯韋爾山支線和芬奇利至高巴尼特支線。該鐵路及其兩條支線建成前，埃奇韋爾、高門及倫敦鐵路公司於1867年8月22日被大北部鐵路公司收購。本站於1872年4月1日啟用，並開始提供來往高巴尼特和芬斯伯里公園的大北部鐵路蒸汽列車服務。當時本站名稱為惠特斯通及托特里奇。
1923年，四大英國鐵路公司成立後，埃奇韋爾、高門及倫敦鐵路和其支線改屬倫敦及東北鐵路公司。
1935年，倫敦地鐵宣佈了 1935-1940 新工作計劃（New Works Programme）。該計劃的部分目標包括：
- 從倫敦及東北鐵路公司取得埃奇韋爾、高門及倫敦鐵路和其支線的經營權，並將所有路線電氣化、埃奇韋爾支線複線化。
- 從德雷頓公園（Drayton Park）站向北興建地面鐵路至芬斯伯里公園站，以接駁埃奇韋爾、高門及倫敦鐵路和北城市線（時稱大北部及城市鐵路），使倫敦地鐵能開辦沼澤門 — 芬斯伯里公園 — 埃奇韋爾 / 高巴尼特 / 亞歷山德拉宮的列車服務。
- 興建聯絡線連接倫敦地鐵的高門站（後改稱拱門站）和東芬奇利站，並於原倫敦及東北鐵路公司的高門站下方興建新車站（即現高門站），使北線列車服務能夠北延至埃奇韋爾（經磨坊山）或高巴尼特

高門站（後改稱拱門站）和東芬奇利站之間的聯絡線於1939年完成，北線列車於1939年7月3日起服務東芬奇利站，並於1940年4月14日起擴展服務至高巴尼特站。因此本站亦由當日起開始同時提供倫敦地鐵北線的客運服務。來往高巴尼特和芬斯伯里公園站的倫敦及東北鐵路客運列車服務則於1941年3月2日結束。
二戰後，芬斯伯里公園至德雷頓公園站以北的地面聯絡線建造計劃被廢棄，北城市線繼續以芬斯伯里公園站（地下月台）作北端總站。北城市線列車服務亦因此未能北延至高巴尼特支線（包括本站）。
1948年，倫敦及東北鐵路公司被國有化。英國鐵路繼續行駛貨運列車至本站的貨場，直至貨場於1962年10月1日關閉。

## 列車服務
北線列車班次約為3-6分鐘一班。

### 繁忙時間
截至2021年9月, 本站早繁南行班次（每小時）為：
- 4班 往肯寧頓，經查令十字
- 6班 往巴特錫發電站，經查令十字
- 2班 往摩登，經查令十字
- 8班 往摩登，經銀行

這服務班次為本站和芬奇利中央站間提供每小時20班車。

### 非繁忙時間
截至2022年11月, 本站非繁忙時間的南行班次（每小時）為：
- 8班 往巴特錫發電站，經查令十字
- 8班 往摩登，經銀行

### 通宵服務
2016年11月18日起，北線開始逢星期五及六晚提供通宵列車服務，來往摩登和埃奇韋爾 / 高巴尼特站（途經查令十字支線）。北線銀行、磨坊山東及巴特錫支線並不設通宵服務。
2020年3月20日，倫敦地鐵所有通宵服務因2019冠狀病毒病疫情而暫停。北線於2022年7月2日起恢復了原有的通宵列車服務。
本站的南行通宵列車班次（每小時）為:
- 4班 往摩登

## 車站設施
本站的車站建築仍保留維多利亞時代的風格。本站並不設無障礙通道，因此乘客需要使用樓梯來往大堂和月台。除了繁忙時間之外，本站較少有職員當值。本站有四道驗票閘口、兩個洗手間（男、女洗手間分別位於北、南行月台、一座停車場和等候室。

## 接駁交通
倫敦巴士34、125、234、251、263、326、383號線；學校路線605、626、628、634號及通宵路線N20號線均服務本站及鄰近區域。 
其中倫敦巴士251、326及學校路線605號線途經本站前方的托特里奇巷，並設有站點。其餘巴士路線則於惠特斯通高路（High Road）上設站。

## 車站相片

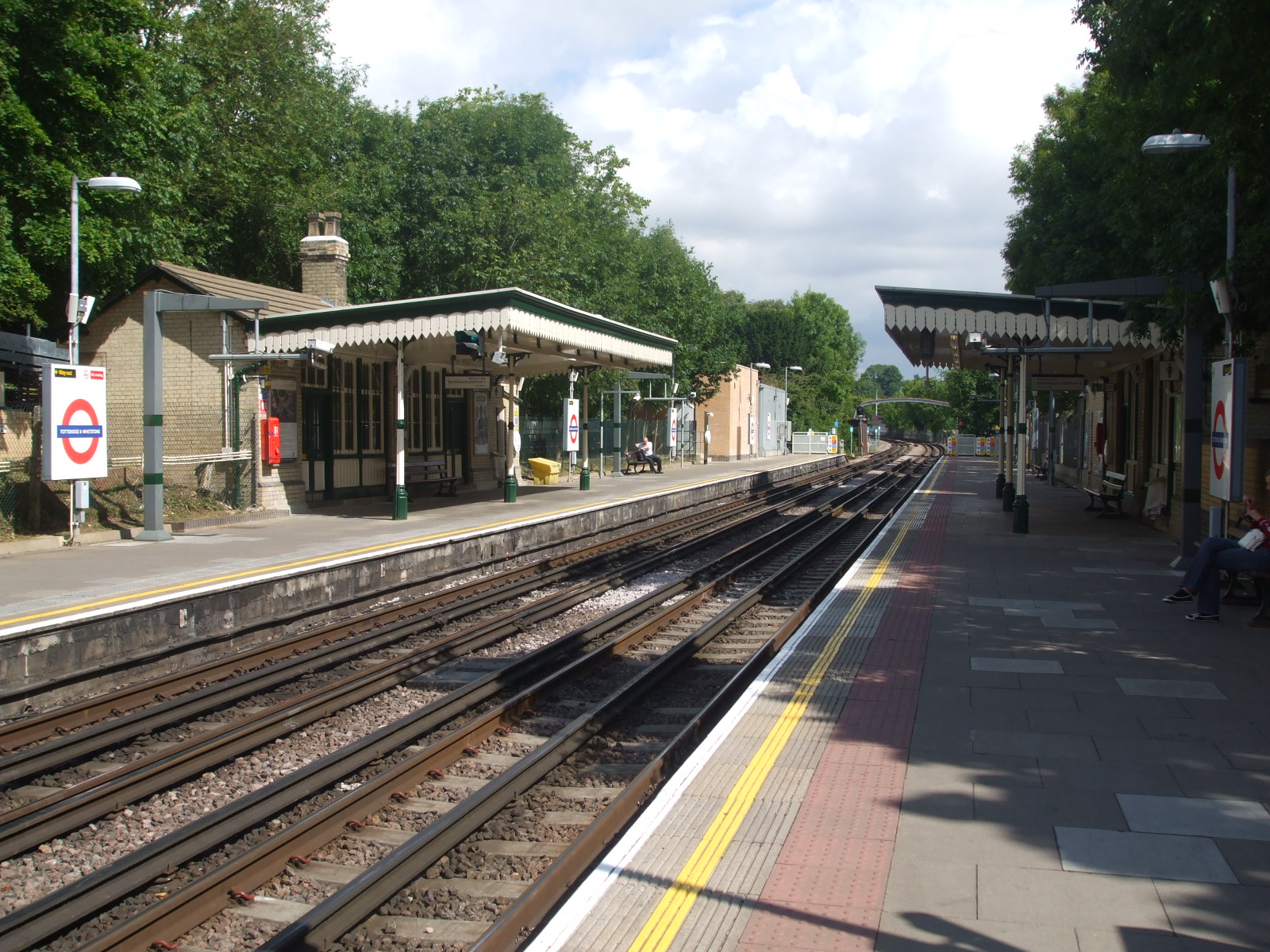
向北望及南行月台
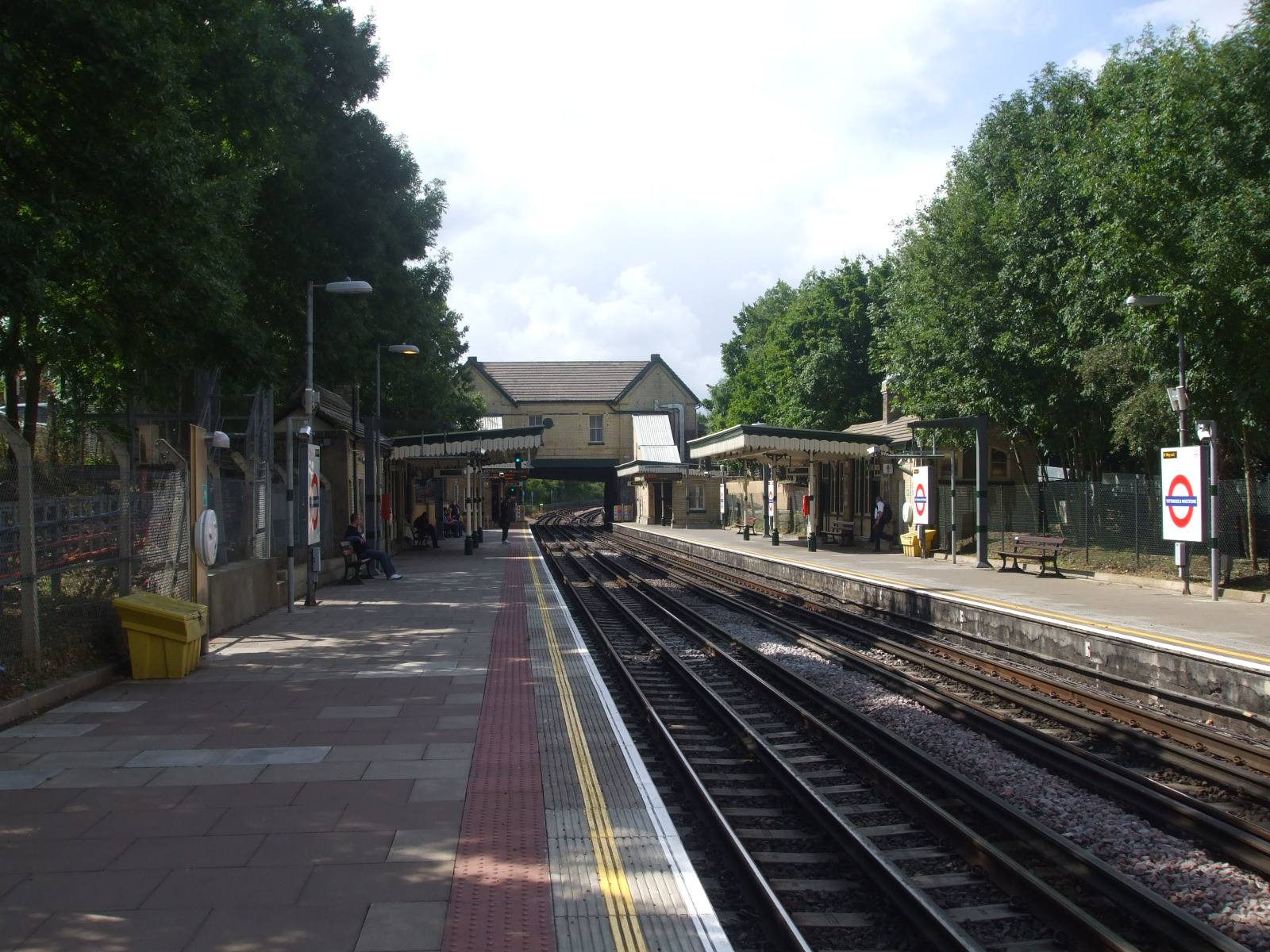
向南望及南行月台
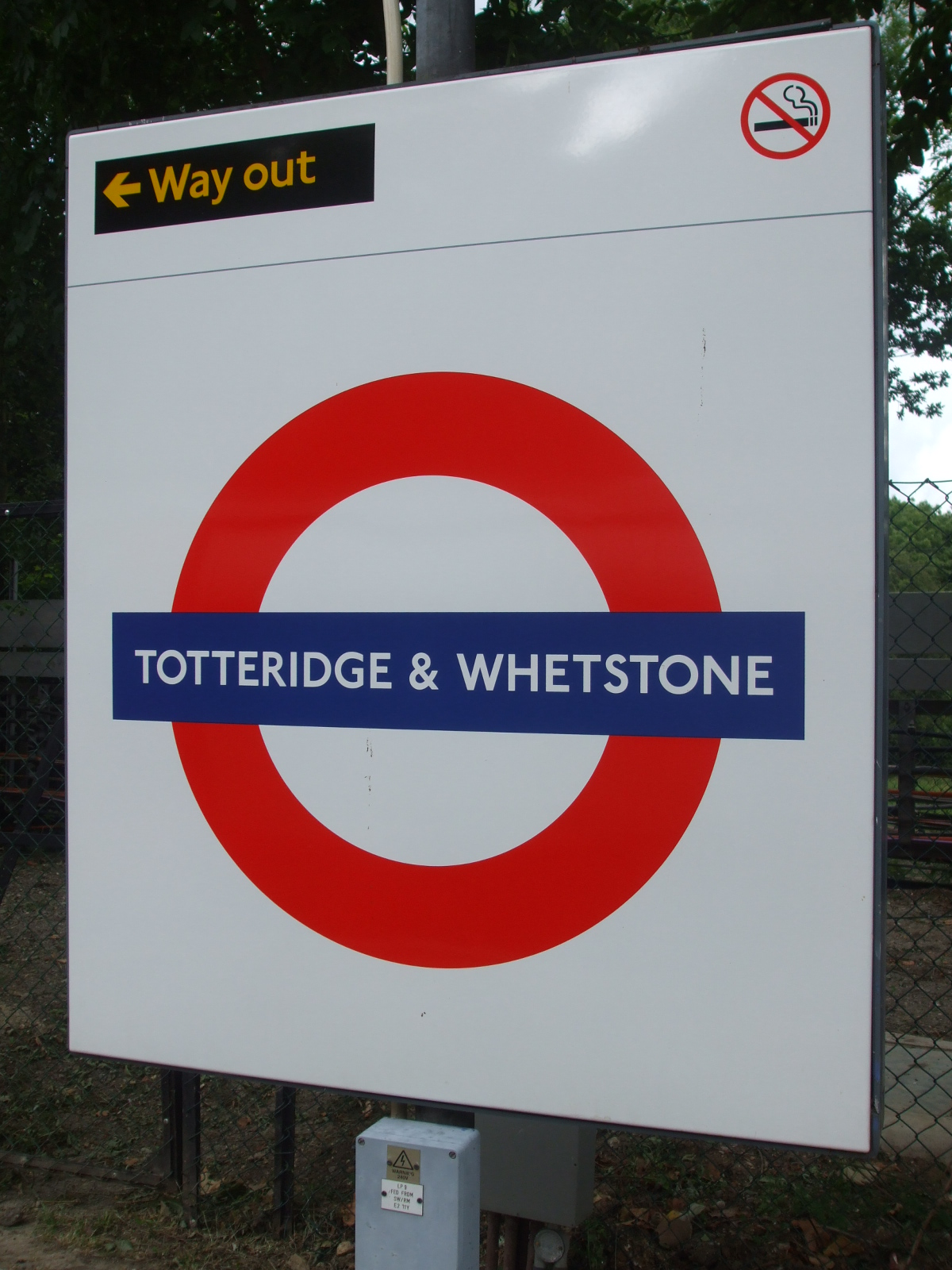
北行月台的圓標

## 外部連結
- London Transport Museum Photographic Archive （页面存档备份，存于）
  - Station in 1937 during LNER period prior to London Transport's take over
  - Station in 1956